# Guillaume II Le Roy
Guillaume II Le Roy, né à une date inconnue, mort en 1528 ou 1529, est un peintre et enlumineur français. Plusieurs gravures lui sont par ailleurs attribuées.

## Biographie

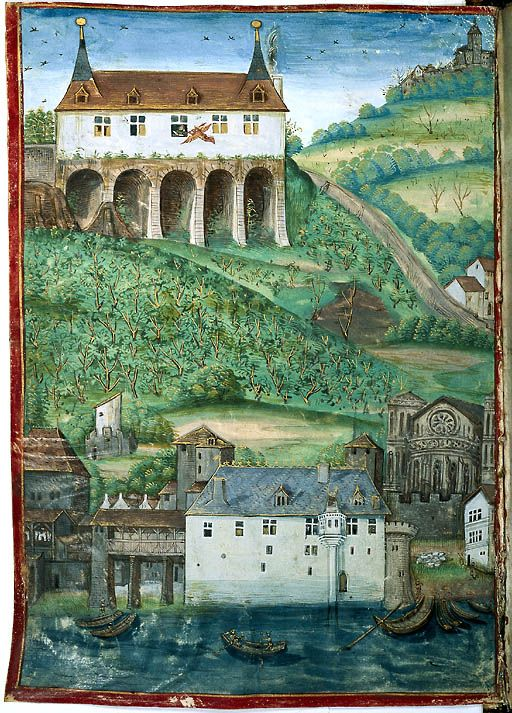
Une des deux versions de l'enluminure de Guillaume II Le Roy présentant la maison de Pierre Sala. Complainte au dieu d'Amour de Pierre Sala, ÖNB, cod.2618

Guillaume II Le Roy est le fils ou le neveu de l'imprimeur Guillaume Le Roy. Enlumineur, graveur et peintre, la majeure partie de sa production concerne des manuscrits de cour et des ouvrages imprimés de luxe. Il est actif à Lyon entre 1494 et 1529.
En 1496-1497, il grave des encadrements et des figures pour le libraire Étienne Gueynard. En 1512, ce dernier publie une bible latine que Guillaume illustre. À partir de 1502, l'imprimeur Simon Vincent lui commande une série de bois pleine page et d'ornements de titres pour illustrer un ouvrage de Barthélémy de Chasseneux.
En 1515, il participe en tant que peintre avec sept autres artistes à la fabrication des décors de l'entrée de François Ier à Lyon. Un manuscrit en reprend les peintures, et certaines lui ont été attribuées,.
Pleinement intégré au milieu lettré lyonnais, il est proche de Pierre Sala dont il illustre en 1523 le manuscrit Prouesses de plusieurs rois, destiné à François Ier.
Il travaille durant les années 1520 pour de nombreux libraires et son style exerce une grande influence sur de nombreux graveurs lyonnais. Il contribue à l'évolution de l'édition dans la cité qui, « tout en conservant l'écriture gothique et la mise en page savante, recherche un public plus large, en faisant une place accrue à l'illustration ».
Il travaille également pour les libraires parisiens, dont Geoffroy Marnef,.
La dernière mention de Le Roy dans une source date de 1528, sur un registre fiscal. Mais comme le Catalogus gloriae mundi est publié en 1529, on ne peut trancher entre les deux dates pour la disparition de Guillaume II Le Roy.

## Style
Henri Baudrier l'identifie avec le « Maître au nombril »,

## Catalogue de ses œuvres

### Enluminures

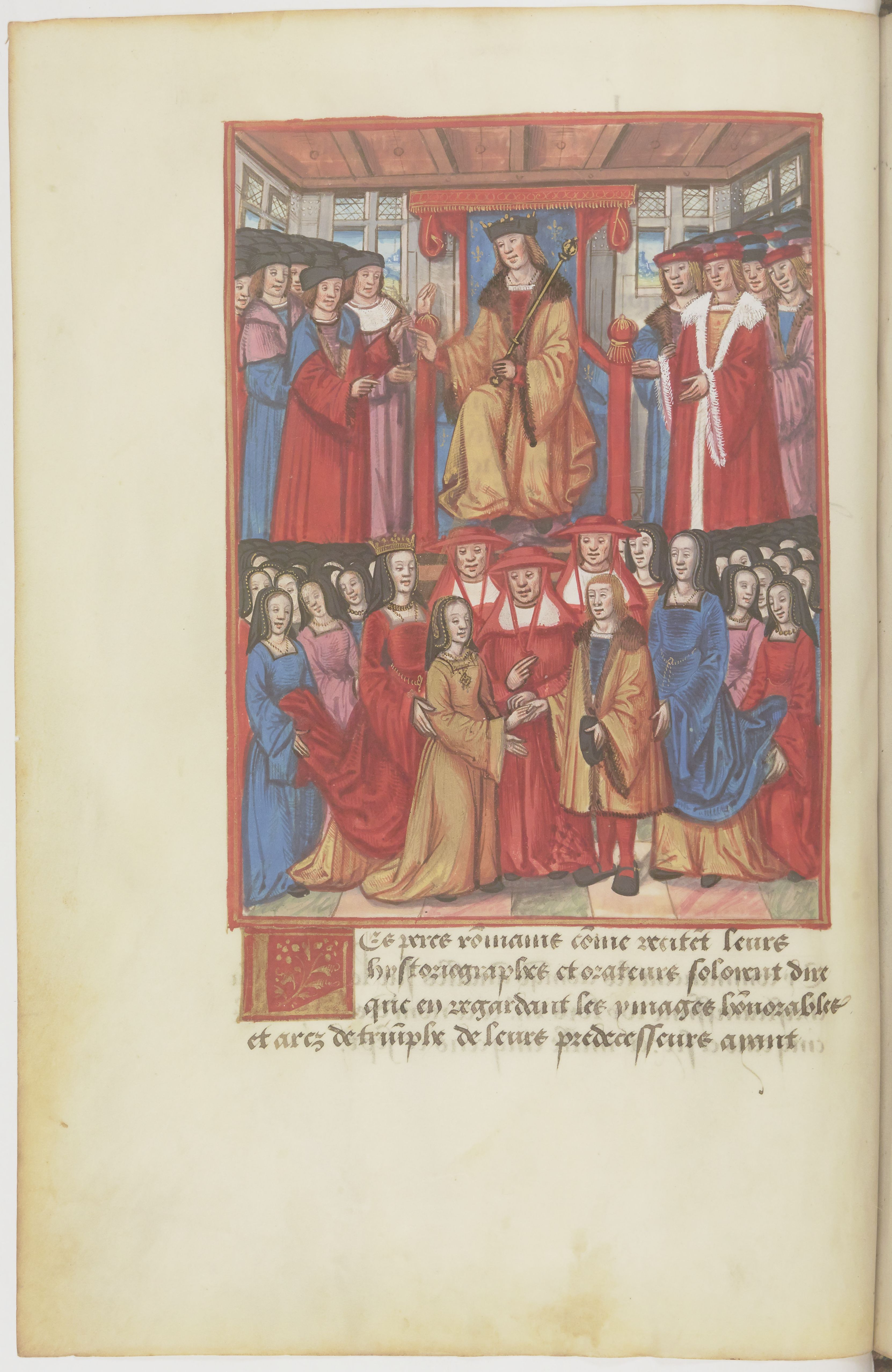
Fiançailles de François d'Angoulême et Claude de France, miniature tirée des Chroniques de Louis XII de Jean d'Auton, BNF, Fr.5083, f.1v.

Voici la liste des principaux ouvrages qui lui sont attribués,.
- Jean de Saint-Gelais, Histoire de Louis XII, roi de France, entre 1499 et 1514, Vienne, Bibliothèque nationale autrichienne, Cod. 2588
- Jean d'Auton, Chroniques de Louis XII, vers 1501-1502, Bibliothèque nationale de France, Fr.5081-5083
- Commentaires sur la guerre des Gaules traduits par Robert Gaguin, vers 1500-1510, Bibliothèque de l'Arsenal, Ms.5222
- Johann von Morsheim, Chronique sur l'origine des rois de France, vers 1502-1503, BNF All.84
- François Desmoulins de Rochefort, Traité sur les vertus cardinales, vers 1510, manuscrit commandé par l'auteur pour Louise de Savoie, avec des plats de couvertures peints par Robinet Testard, BNF, Fr.12247[8],[9]
- Jean Lemaire de Belges, Dialogue de vertu militaire et de jeunesse française. Vers 1512, BNF Fr.25295

Dans cet ouvrage, il peint une allégorie de Louis XII pourfendant l'Ingratitude et l'Obstination, en face du cardinal d'Amboise et du pape Jules II, son adversaire.
- Jean Lemaire de Belges, La Concorde des deux langages, vers 1511. Carpentras, Bibliothèque Inguimbertine, ms 412

Il y réalise deux allégories avec le temple de Vénus et de Minerve.
- Jean Lemaire de Belges, Illustrations de Gaule et singularités de Troyes, troisième tome.

Pour cet ouvrage, il représente la dédicataire Anne de Bretagne en Junon.
- L'entrée de François Premier, roy de France, en la cité de Lyon le 12 juillet 1515, 1515, publié chez Simon Vincent[10]

Ce manuscrit est conservé dans la bibliothèque Herzog August et a été publié par Georges Guigue en 1899.
- Pierre Sala, Prouesses de plusieurs rois, vers 1523, BNF, Fr.10420[12]

Cet ouvrage est destiné au roi François Ier. Il y peint une scène représentant le site lyonnais de l'Antiquaille avec Pierre Sala devant sa maison offrant l'ouvrage au roi.
- Pierre Sala, Hardiesses de plusieurs rois et empereurs, vers 1515-1523, BNF, Fr.584
- Pierre Sala, Le Chevalier au lion, vers 1522-1530, BNF Fr.1638
- Le garbeau de l'épicerie, 1519, AML CC 4292

### Gravures
- Bible, publiée par Étienne Gueynard, notamment en 1522[13]

La miniature de la page de garde donne à voir au premier plan un homme, en costume du XVIe siècle, en prière au pied de la croix. Celle-ci est porteuse d’éléments évocateurs de la passion du Christ : deux fouets, deux lances dont l’une porte une éponge, une couronne d’épines et les clous de la crucifixion. Un crâne, fréquent dans les représentations de la crucifixion, évoque le mont Golgotha (terme hébreu qui peut se traduire par « crâne »). La présence d’une échelle fait référence à la descente de croix. À l’arrière plan, sont visibles un mont et une ville fortifiée. Cette gravure est imprégnée de l’esprit et du style de la Renaissance italienne : pour représenter les 3 dimensions de la croix, de l’échelle, des lances et la distance entre le personnage et la ville en arrière-plan, Guillaume Le Roy utilise la perspective, théorisée et perfectionnée depuis le début du XVe siècle en Italie. Par ailleurs, bien qu’il s’agisse d’une représentation biblique, certains détails reflètent le goût pour la mythologie gréco-romaine, comme les marges décorées d’angelots et de dauphins, et ne sont pas dénués d’humour, tels que le crâne qui regarde et sourit au spectateur. Malgré la rudesse du trait, Le Roy a le souci du détail : il accentue le creux de la joue et la gorge de l’homme et travaille le rendu des muscles du corps nu des angelots, des drapés et de la fourrure du manteau, des cheveux…
Cette bible contient également de multiples vignettes et une seconde miniature représentant la Vierge à l'enfant : Le Christ est assis au premier plan sur un coussin et tient, avec l’aide d’un ange, une croix. À droite de la Vierge, un ange et un homme prient. L’homme représenté ici, le même que dans la scène de la page de garde, est probablement le commanditaire de l’ouvrage. À l’arrière plan, un paysage de forêt apparaît avec à gauche un bâtiment, impossible à identifier précisément. Comme dans l’image de la page de garde, Le Roy soigne les détails anatomiques, les drapés, le mouvement des nuages, la texture des cheveux et des ailes des anges. Le rendu des volumes et des distances par la perspective est également très travaillé, notamment par la division de l’espace en trois : la table, l’espace où se tiennent les personnages et le paysage en arrière plan.
- Barthélémy de Chasseneux, Catalogus gloriae mundi, publié en 1529 par Denys de Harsy.

Guillaume réalise pour cet ouvrage treize bois gravés pour des pleines pages et des ornements pour les titres. La commande des illustrations a été passée par le libraire Simon Vincent.

#### Articles
- G. Guigue, «Une miniature lyonnaise, la salle du consulat au XVIe siècle», in Revue d’histoire de Lyon, 1903, Mars-Avril pp. 139-141
- A. et H. Joly, « À la recherche de Guillaume Leroy, Le peintre », in Gazette des Beaux-Arts, VIe période, tome 61, mai-juin 1963, pp. 279-292
- D. Muzerelle et al. (dir.), Entrées royales et fêtes populaires à Lyon du XVe au XVIIe siècle, Lyon : Bibliothèque Municipale, 1970, no 45, p. 72
- (en) R. W. Scheller, « Ensigns of Authority : French Royal Symbolism in the Age of Louis XII », in Simiolus, no 13, 1983, pp. 75-141 (p. 123)
- Frédéric Saby, « L’illustration des Métamorphoses d’Ovide à Lyon (1510-1512) : la circulation des images entre France et Italie à la Renaissance », Bibliothèque de l'école des chartes, t. 158,‎ 2000, p. 11-26 (lire en ligne, consulté le 4 février 2015)

#### Thèses et mémoires
- B. Dumont, Guillaume II Leroy, au service de Jean Lemaire de Belges. Études des gravures des Illustrations de Gaule et Singularitez de Troyes, mémoire de maîtrise sous la direction de S. Deswarte-Rosa, Lyon II, 2003, p. 28
- Bérangère Dumont, Guillaume II Leroy, graveur et enlumineur à Lyon au début du XVIe siècle, mémoire de DEA, sous la direction de S. Deswarte-Rosa, Lyon II, 2005 [lire en ligne]